# Habib Yammine
Habib Yammine (* 1956 in Zekrite, Al-Mitn, Gouvernement Libanonberg) ist ein libanesischer Musiker, Komponist und Musikwissenschaftler.

## Leben
Habib Yammine erlernte das Geigenspiel auf dem Konservatorium Beirut. Später studierte er in Paris Musik und traf dort auf Aïcha Redouane (* 1962) aus Marokko. Sie entdeckten ihre gemeinsame Leidenschaft für klassische arabische Musik. Seitdem musizieren sie nicht nur zusammen, sondern wurden auch ein Paar und heirateten.
Habib Yammine befasste sich in seiner Dissertation mit der Musik der jemenitischen Stämme. Er lehrt an der Universität Paris VIII an Cité Musique in Paris und Maqâm in Lille. Habib Yammine beschäftigt sich vor allem mit arabischer Musik, speziell mit Trommeln: Riqq, Daf und Darbuka.

## Diskografie
- 1995: Lucente stella: Moyen Alter – XXe siècle (mit Pierre Hamon und John Wright)[3]
- 2008: Thurayya – Plejaden (Album)
- 2014: Machreq. Dhikr du Bien-aimé (Live-Album)[4]